# Climate Central
Climate Central (Centrum Klimatyczne) jest organizacją non-profit, zajmującą się analizą danych i rozpowszechnianiem wiedzy z zakresu klimatologii. Organizację tworzą naukowcy i dziennikarze naukowi, którzy prowadzą badania naukowe nad zmianami klimatycznymi, zajmują się kwestiami energetycznymi oraz tworzą treści multimedialne,rozpowszechniane za pośrednictwem strony internetowej organizacji oraz jej partnerów medialnych. Organizacja Climate Central pojawiła się na łamach wielu znanych amerykańskich mediów, takich jak „The New York Times”, Associated Press, Reuters, NBC Nightly News, CBS News, CNN, ABC News, Nightline, „Time”, National Public Radio, PBS, „Scientific American”, „National Geographic”, „Science” i „The Washington Post”.
Prezesem, dyrektorem generalnym i głównym naukowcem Climate Central jest Benjamin Strauss, który zastąpił Paula Hanle po wyborach w kwietniu 2018 roku.

## Historia
Na konferencji w październiku 2005 r., sponsorowanej przez Yale School of Forestry and Environmental Studies (Akademia Leśnictwa i Nauk o Środowisku w Yale), która odbyła się w Aspen w stanie Kolorado, ponad stu naukowców, decydentów politycznych, dziennikarzy, prominentnych przedsiębiorców, przywódców religijnych i liderów społecznych stwierdziło bezwzględną potrzebę stworzenia centralnego, autorytatywnego źródła informacji na temat zmian klimatycznych. Szeroka grupa ekspertów ds. klimatu potwierdziła później tę potrzebę podczas spotkania w Nowym Jorku w listopadzie 2006 r. zwołanego przez Jamesa Gustave'a Spetha, dziekana Yale School of Forestry and Environmental Studies. Mniej więcej w tym samym czasie, w Palo Alto w stanie Kalifornia, rozpoczął się The 11th Hour Project (Projekt 11-tej godziny), który popularyzuje rzetelne informacje o sposobach łagodzenia skutków globalnego ocieplenia, wykorzystując potencjał naukowców, przedsiębiorców i wynalazców z Doliny Krzemowej.
Spotkania te zainspirowały stworzenie organizacji Climate Central, która uformowała się na początku 2008 r. dzięki dotacjom The Flora Family Foundation (Fundacja Rodzina Flory) oraz funduszom rozwojowym The 11th Hour Project. W skład zarządu założycielskiego weszli Jane Lubchenco, Steven Pacala i Wendy Schmidt.
Centrala klimatyczna sponsoruje również zajęcia dla meteorologów i zapewnia infografiki klimatyczne dla stacji telewizyjnych, dzięki czemu wzrósł poziom akceptacji zmian klimatycznych wśród lokalnych synoptyków i ich gotowość do dzielenia się nią w audycjach.